# RCR Zorghotel
Het RCR Zorghotel, voluit Royal Care Residence Zorghotel, is een ziekenhuis in Paramaribo, Suriname. Het ziekenhuis werd in 2010 geopend als instelling voor behandeling en revalidatie voor Nederlanders in een rustige omgeving. Nadat de wet in Nederland wijzigde, kreeg een deel van het gebouw een hotelbestemming en ging het verder onder de naam Medical Center en Grand Riverside Hotel. In de volksmond heeft het de oorspronkelijke naam behouden.

## Zorghotel
Het zorghotel opende de deuren in november 2010 met een capaciteit van 68 kamers voor 90 patiënten. Het werd gebouwd om vooral Nederlanders van Surinaamse afkomst naar Suriname te halen voor kwalitatief hoogstaande medische zorg. Surinamers zelf konden ook bij het RCR terecht. Bij de opening werd aangekondigd dat er zou worden samengewerkt met het Sint Vincentius Ziekenhuis. In november 2011 werd er de eerste baby geboren. In 2012 werd de eerste dialyse uitgevoerd.
In het plan zouden patiënten de reis en het verblijf zelf betalen en zou de zorg worden vergoed uit de ziektekostenverzekering. Het was een initiatief van het RCR Health Centre uit Driebergen die ervoor al een zorghotel in Alicante, Spanje, had geopend.

## Medical Center en Grand Riverside Hotel
In Nederland wijzigde ondertussen de wetgeving, waardoor de bijdrage uit de Nederlandse ziektekostenverzekering niet langer dekkend was voor de medische kosten van patiënten. In de praktijk bleek het daarnaast lastig om specialisten aan te trekken. In mei 2013 werd daarom van het concept afgestapt en werd een doorstart gemaakt als Medical Center en Grand Riverside Hotel. Voor medische zorg waren vanaf dat moment dertig kamers beschikbaar. Een jaar later werden de medische diensten uitgebreid.

## Veiling en rechtszaken
De instelling verkeerde sinds de start in financiële problemen en in september 2018 vorderden de Hakrinbank en de Nationale Ontwikkelingsbank hun vordering op via de kantonrechter. Er werd enkele malen uitstel verleend en uiteindelijk stemde de rechter in met een veilig van het gebouw op 1 februari 2019.
Op de veiling werd het RCR voor omgerekend 5,8 miljoen euro gekocht door het AZP in opdracht van het ministerie van Volksgezondheid. Het doel van de aankoop was om het RCR Zorghotel voor de zorgsector te behouden en de eerste tijd een dependance te laten zijn van het AZP.
Er  volgde er onenigheid met het Staatsziekenfonds en bleef er onzekerheid over de toekomst. Eind juni werd het personeel ontslag aangezegd en een week later werd het ontslag weer ingetrokken.
Op 8 augustus 2019 werd het RCR, als oorspronkelijke eigenaar van de onroerende goederen, in het gelijk gesteld. Volgens de rechter had het eigendom niet per veiling verkocht mogen worden. Het RCR kreeg daarbij tot de uitspraak in bodemprocedure de onroerende goederen terug. Ook hierna bleef het medische centrum in de financiële problemen, onder meer doordat betalingen van het Staatsziekenfonds uitbleven.
In april 2021 werd opnieuw de veiling van het zorghotel bekendgemaakt. Het pand werd toen gekocht door het Academisch Ziekenhuis Paramaribo. In mei 2022 liet minister Amar Ramadhin van Volksgezondheid weten de wijziging van eigenaar niet zuiver te vinden. Het gebouw zou onrechtmatig afgenomen zijn van de eigenaar. Hij kondigde aan dat het eigendom daar weer naar terug moet.

## Coronacrisis
Het RCR Zorghotel speelt een rol tijdens de coronacrisis in Suriname van 2020 als faciliteit voor overheidsquarantaine, samen met het Streekziekenhuis Marwina, het Regionaal Ziekenhuis Wanica en het Hotel Residence Inn. In november 2021 werd voor het eerst in vier jaar weer een kind het in het RCR Zorghotel geboren.